# Halte Neder Randlev
Halte Neder Randlev is een voormalige spoorweghalte in het dorp Neder Randlev, Denemarken. De halte lag aan de spoorlijn Aarhus - Hov. De exploitatie was in handen van de Hads-Ning Herreders Jernbane (HHJ).
De halte is in 1883 gebouwd en werd op 19 juni 1884 geopend. Aanvankelijk was het niet meer dan een verkoopplaats van treinkaartjes, maar de halte werd later opgewaardeerd tot station. In 1905 werd er een zijspoor aangelegd. Tussen 1905 tot 1909 werd de stationsbebouwing uitgebreid, zodat er meer ruimte ontstond voor de goederenafhandeling en voor woonruimte ten behoeve van het stationspersoneel.

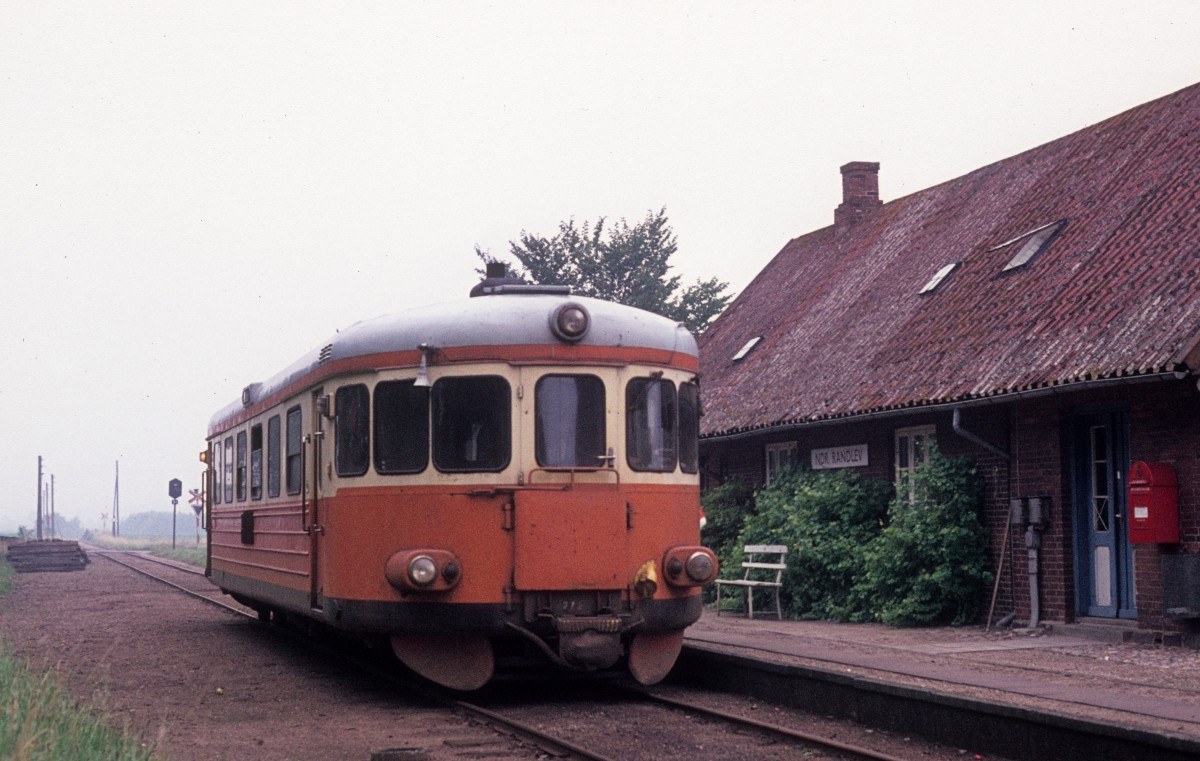
De halte op 13 september 1974 (foto: Kurt Rasmussen)

Op 1 juni 1969 werd Neder Randlev gedegradeerd tot een eenvoudige halteplaats. Op 21 mei 1977 werd het traject van Odder naar Hov opgeheven, waarmee ook een einde kwam aan de halte Neder Randlev. 
Het door Thomas Arboe ontworpen stationsgebouw is bewaard gebleven.